# Lillebror og Knerten
Lillebror og Knerten (dansk titel: Lillebror og Knorten) er en serie på otte børnebøger af den norske forfatter Anne-Catharina Vestly, først udgivet med seks bøger 1962–74 og derefter med to bøger i 1998 og 2001. Der er filmatiseret tre film, der er baseret på fortællingerne, i årene 2009–11. Lillebror og Knerten er også titlen på den første af bøgerne, udgivet i 1962.
Hovedpersonen er en dreng på 4 år, Lillebror. Lillebror veksler mellem at forholde sig til omgivelserne og til sin "ligesomkammerat", træfiguren Knerten, som er formet af en fyrretræsrod.

## Bogliste
Titlerne er angivet på originalsproget, som er norsk, og i eksempelvis dansk oversættelse.
- Lillebror og Knerten (1962),[2] på dansk som Lillebror og Knorten (1968)[3]
- Trofaste Knerten (1963), på dansk som Trofaste Knorten (1965)
- Knerten gifter seg (1964), på dansk som Knorten gifter sig (1965)
- Knerten i Bessby (1971), senere genudgivet med titelen Knerten flytter, på dansk som Knorten i Lilleby (1966)
- Knerten og forundringspakken (1973)
- Knerten på sykkeltur (1974)
- Knerten detektiv og Handelsreisende Lillebror (1998)
- Knerten Politimann (2001)

## Oversættelser
Bøgerne af Anne-Catharina Vestly er blevet oversat til dansk af Aase Ziegler.
Bogen Lillebror og Knerten blev oversat til dansk i 1968 under navnet Lillebror og Knorten. Desuden blev Lillebror og Knerten oversat til færøsk af Samuel Jacob Sesanus Olsen og udgivet under navnet Kubbin i 1974.